# Мюррей, Джиллиан
Джи́ллиан Мю́ррей (англ. Jillian Murray; род. 4 июня 1984, Рединг, Пенсильвания) — американская актриса кино и телевидения.

## Биография
Джиллиан Мюррей родилась 4 июня 1984 года в Рединге, штат Пенсильвания. Вскоре после рождения переехала с родителями в городок Вайомиссинг, а в 15 лет самостоятельно переехала в Тусон, штат Аризона, где начала сниматься в проходных независимых фильмах. Там же, в Тусоне, Джиллиан окончила высшую школу Catalina Foothills, а после сразу же уехала в Лос-Анджелес. Первая заметная роль Джиллиан в кино относится к 2006 году. Лицо и тело учёного Лиары Т'Сони из серии компьютерных игр Mass Effect были «срисованы» с Мюррей.
Младшая сестра — Меган. Предки по материнской линии — шотландцы и немцы, по отцовской — ирландцы.
С 14 сентября 2017 года Джиллиан замужем за музыкантом и актёром Дином Гейером, с которым она встречалась семь лет до их свадьбы.

## Избранная фильмография
- 2006 — Дрейк и Джош / Drake & Josh — второстепенные персонажи (в двух эпизодах)
- 2008 — Американская сказка / An American Carol — Хизер
- 2009 — Американская старшая школа[англ.] / American High School — Гвен Адамс
- 2009 — Дайте Санни шанс / Sonny with a Chance — Портлин (в четырёх эпизодах)
- 2009 — Не забывай меня / Forget Me Not — Алексис Митчелл
- 2009 — Могилы[англ.] / The Graves — Эбби Грейвс
- 2010 — Дикость 4: Оргия / Wild Things: Foursome — Брэнди Кокс[4]
- 2010 — Правила совместной жизни / Rules of Engagement — девушка (в одном эпизоде)
- 2011 — Никогда не сдавайся 2 / Never Back Down 2: The Beatdown — Ева
- 2012 — Крутой чувак[англ.] / Bad Ass — Линдси Кендалл
- 2012 — Восприятие / Perception — Мисти Корбетт (в одном эпизоде)
- 2014 — Лихорадка: Пациент Зеро[англ.] / Cabin Fever: Patient Zero — Пенни
- 2014 — Мужская интервенция[англ.] / Mantervention — Мэдисин

- 2015 — Добро пожаловать в чистилище[англ.] / Welcome to Purgatory — Данни

- 2019 — Любовный рецепт / Prescription for Love — Клэр Эббот

- 2021 — Рождество среди сосен / Christmas in the Pines — Ариэль Кольт

- 2022 — Знакомство с Рождеством / Brush with Christmas — Шарлотта
- 2022 — Невероятный ангел / Unlikely Angel — Джени Касвелл
- 2023 — Памятный подарок на Рождество / Christmas Keepsake — Элизабет